# Parti radical allemand

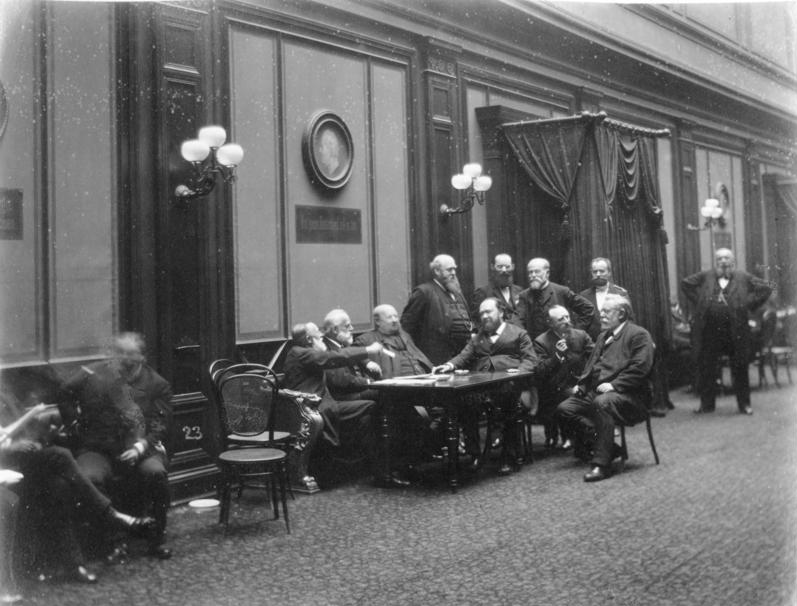
Le groupe parlementaire du Parti radical au Reichstag en 1889

Le Parti radical allemand (en allemand : Deutsche Freisinnige Partei), abrégé en DFP, est un parti politique libéral allemand qui a existé entre 1884 et 1893.

## Formation
Le parti est fondé le 5 mars 1884 de la fusion entre la Liberale Vereinigung et le Parti progressiste allemand. Cette décision est entérinée par les deux partis le 15 et 16 mars lors de l'assemblée générale du nouveau parti. Les négociations qui ont mené à la fusion commencent dès janvier, quelques jours après la mort d'Eduard Lasker, entre Eugen Richter (du parti progressiste) et Franz August Schenk von Stauffenberg (de la Liberale Vereinigung. L'objectif du rapprochement est de former un groupe parlementaire puissant au Reichstag.
La Liberale Vereinigung dispose de 46 sièges et le parti progressiste 59 à la fusion. Le nouveau parti forme un comité central dirigé par von Stauffenberg. Ses porte-paroles sont Albert Hänel et Rudolf Virchow. Le comité directeur est constitué de sept membres et dirigé par Richter. Son porte-parole est Heinrich Rickert.

## Raison de sa formation
En 1884, Richter, très social libéral, et Stauffenberg, beaucoup plus modéré, pensent à tort que la succession au trône de Guillaume Ier, vieux, conservateur et dont l'état de santé se dégrade, est imminente. Son successeur, le Kronprinz Frédéric est supposé nettement plus libéral. La fusion a donc pour objectif de permettre de former une force parlementaire suffisamment solide pour servir de base à un gouvernement social-libéral qui viendrait au pouvoir en même temps que le nouvel empereur. Ils suivent ainsi l'exemple de William Ewart Gladstone au Royaume-Uni. Les réformes libérales, par exemple pour plus de parlementarisme, constamment bloquées par le chancelier Otto von Bismarck, doivent pouvoir reprendre leurs cours.
Le Kronprinz, Frédéric Guillaume, envoie d'ailleurs au député Ludwig Bamberger un message de félicitation lors de la création du parti. Les meneurs du parti, dont Karl Schrader (de), Virchow et Stauffenberg, croient que le prince héritier les soutiendra contre Bismarck et leur confiera le pouvoir une fois accédé à la couronne. Pour toutes ces raisons, le DFP est surnommé alors le Kronprinzenpartei, le parti du prince héritier.

## Résultats aux élections
| Élection législative | Pourcentage des voix | Sièges |
| -------------------- | -------------------- | ------ |
| 1884                 | 17,6                 | 67     |
| 1887                 | 12,9                 | 32     |
| 1890                 | 16,0                 | 66     |
| 1893                 | 12,6                 | 37     |

Le 6 mars, avec plus de 100 députés, les deux partis réunis forment après le Zentrum la seconde force politique au Reichstag. Les stratèges du parti espèrent obtenir plus de sièges lors des élections d'octobre 1884. Les électeurs de l'union libérale ne sont majoritairement cependant pas prêts à voter pour un parti social-libéral, dirigé contre le chancelier Bismarck. Quelques mois seulement après sa fondation, le parti perd un tiers de ses mandats lors des élections du 28 octobre 1884. Il obtient 17,6 % des suffrages, ce qui lui donne 65 sièges.
Le parti subissent la pression des conservateurs à l'est et celle des sociaux-démocrates dans les villes. Ses électeurs sont souvent des indécis ou de ceux voulant choisir le moindre mal. Lors des élections de 1887, il n'en reçoit que la moitié soit 32. La campagne menée par Bismarck contre les libéraux ayant porté ses fruits. Les élections du 20 février 1890, après la mort du chancelier Frédéric III et la démission de Bismarck, marquent leur retour au premier plan. avec 60 sièges dans l'hémicycle. Enfin en 1893, le parti remporte 37 sièges.

## Programme
Le parti présente un programme, selon les critères de l'époque, social-libéral réclamant la garantie illimitée de la mise en application de la constitution, le parlementarisme pour la monarchie constitutionnelle, la garantie de la liberté de la presse, de réunion, d'association, la séparation de l'Église et de l'État et enfin la mise sur un pied d'égalité de toutes les religions (y compris le judaïsme).
Par ailleurs, le parti milite pour une réduction massive des impôts, la fin de la politique douanière protectionniste mise en place par Bismarck et le renforcement des syndicats. Il refuse, par conséquent, clairement les lois antisocialistes présentées par le chancelier, bien qu'il s'oppose au socialisme tout comme à la réaction.

## LeKronprinzenparteijusqu'en 1888
Même si la Kronprinzessin Victoria soutient le parti auprès du gouvernement avec son libéralisme tout britannique, le prince Frédéric n'en fait de facto pas autant. Il n'est, à la différence de Stauffenberg avec qui il entretient de bonnes relations, que partiellement libéral, un peu comme Georg von Siemens. Son l'influence de sa femme, il a certes abandonné les orientations ultra-conservatrices de sa jeunesse pour développer quelques tendances libérales. Il est, par exemple, pour le respect strict de la constitution, à l'inverse des conservateurs et surtout des habitudes de Bismarck. Il est également favorable à une meilleure éducation pour le peuple, à la liberté d'expression et donc de la presse. Il rejette cependant tout courant social-libéral, qui veut imposer le parlementarisme sur le modèle britannique et réduire la puissance de la couronne.
Quand Frédéric accède au trône en 1888 sous le nom de Frédéric III, il est déjà très malade. Il ne reste finalement que 99 jours au pouvoir, il renvoie le ministre de l'intérieur conservateur prussien et beau-frère de Bismarck, Robert von Puttkamer. À cette exception près, il ne fait rien en faveur des radicaux ou contre le chancelier impérial. Son fils Guillaume II est lui complètement opposé au libéralisme. La mort de l'empereur Frédéric III, le 15 juin 1888, met fin à tous les espoirs politiques des membres du parti. En août de la même année, le député Karl Schrader (de) écrit à Stauffenberg à propos de l'ancien empereur, par ailleurs aimé du peuple, qu'il faut en conserver l'image d'un homme engagé pour offrir un meilleur avenir à son peuple. Cette initiative est soutenue par l'ancienne impératrice.
La légende de l'empereur Frédéric se met donc petit à petit en place. Il aurait lutté sa vie durant contre les aspirations de son père et les manigances de Bismarck pour préserver la liberté du peuple allemand et aurait activement soutenu les politiques libérales. S'il avait vécu plus longtemps, il aurait fait de l'Allemagne un pays aussi prospère et libre que le Royaume-Uni. Les historiens mettent toutefois en doute le fait que Frédéric III ait voulu être le roi des Allemands, avec une politique menée par le Reichstag, et ait abandonné la monarchie de droit divin.

## Scission du parti en 1893
Malgré le succès relatif obtenu lors des élections législatives de 1890, les dissensions internes couvent entre aile droite et gauche du DFP. La modération qu'opère constamment Stauffenberg sur Richter disparait quand le premier se retire de la politique en 1892 pour retourner dans son domaine dans le Wurtemberg.
En 1893, les tensions entre les deux ailes du parti deviennent trop importantes, les ponts sont coupés. Le projet de réforme de l'armée du gouvernement mené par Leo von Caprivi est la goutte d'eau qui fait déborder le vase. Six députés, dont Georg von Siemens, refusent de suivre la position défendue par Eugen Richter et votent en faveur du projet gouvernemental. Ils argumentent que le programme de 1884 impose de se ranger à la proposition de réforme. Le parti se divise donc entre ses deux ailes.
Les véritables raisons de la division sont toutefois plus profondes. Les deux partis antérieurs, le progressiste et la Liberale Vereinigung, n'ont jamais réussi à véritablement fusionner. Les deux ailes du parti conservant leurs propres organisations. Les tensions entre ces deux courants ont toujours existé. Le style de Richter n'ayant pas simplifié les choses. Avec la mort de l'empereur Frédéric III, les derniers espoirs de former un gouvernement disparaissent, le retrait de Bismarck marque la perte d'un ennemi commun. De plus le retrait de Stauffenberg laisse les mains libres au radical Eugen Richter.
Le DFP se divise entre l'aile gauche qui devient le Parti populaire radical et l'aile droite qui devient l'Union radicale. Ce n'est qu'en 1910, que ces partis s'unissent de nouveau avec le Parti populaire allemand pour former le Parti populaire progressiste. En 1918, ce parti fait partie du Parti démocrate allemand.

## Membres importants
- Ludwig Bamberger
- Adelbert Delbrück
- Albert Hänel
- Albert Kalthoff
- Eduard Lasker
- Theodor Mommsen
- Eugen Richter
- Heinrich Rickert
- Georg von Siemens
- Franz August von Stauffenberg
- Rudolf Virchow